# تحریک (زیست‌شناسی)

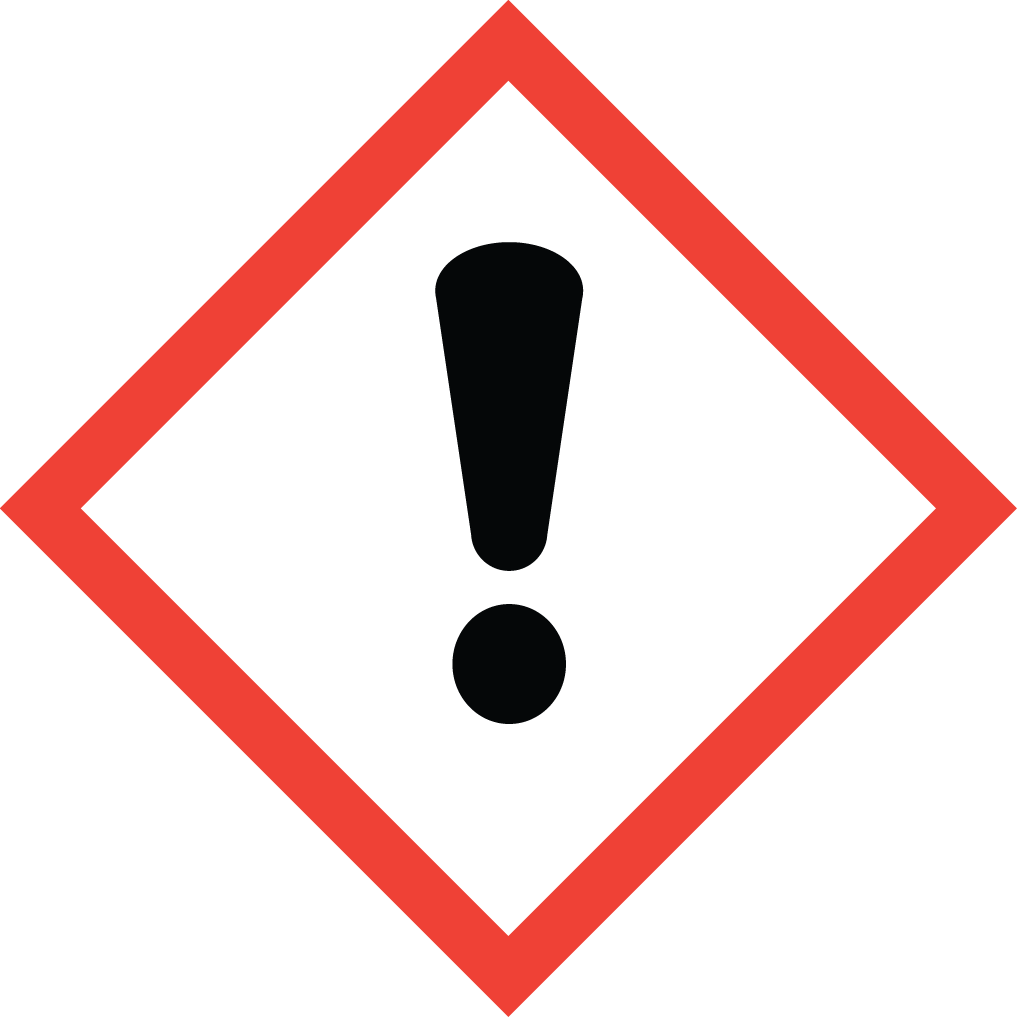
در جهان OSHA، علامت تعجب به معنای تحریک‌کننده فوری پوست، چشم یا مجاری تنفسی یا مواد مخدر است.

تحریک (به انگلیسی: Irritation)، در زیست‌شناسی و فیزیولوژی، حالت التهاب یا واکنش دردناک به آلرژی یا آسیب پوشش سلولی است. محرک یا عاملی که حالت تحریک را القا می‌کند، محرک (Irritant) است. محرک‌ها معمولاً به عنوان عوامل شیمیایی (به عنوان نمونه فنل و کپسایسین) در نظر گرفته می‌شوند، اما محرک‌های مکانیکی، حرارتی (گرما) و تشعشعی (به عنوان مثال نور فرابنفش یا پرتوهای یونیزان) نیز می‌توانند محرک باشند. تحریک همچنین کاربردهای غیربالینی دارد که به درد یا ناراحتی آزاردهنده جسمی یا روانی اشاره دارد.

## تحریک در جانداران
در جانداران بالاتر، یک پاسخ آلرژیک ممکن است علت تحریک باشد. یک آلرژی‌زا به‌طور متمایز از یک محرک تعریف می‌شود، اما، زیرا آلرژی نیاز به تعامل خاصی با سیستم ایمنی دارد و بنابراین به حساسیت (احتمالا منحصر به فرد) جاندار درگیر وابسته است، در حالی که یک محرک، به‌طور سنتی، به شیوه‌ای غیراختصاصی عمل می‌کند.
این نوعی استرس است، اما برعکس، اگر فرد تحت فشار مسائل نامرتبط قرار گیرد، نقص‌های خفیف می‌تواند بیش از اندازهٔ معمول باعث تحریک شود: فرد تحریک‌پذیر (irritable) است. حساسیت (انسان) را نیز ببینید.
در جانداران اساسی‌تر، وضعیت درد عبارت است از ادراک موجود تحریک‌شده، که دیدنی نیست، اگرچه ممکن است مشترک باشد (به نظریه درد کنترل دروازه مراجعه کنید).

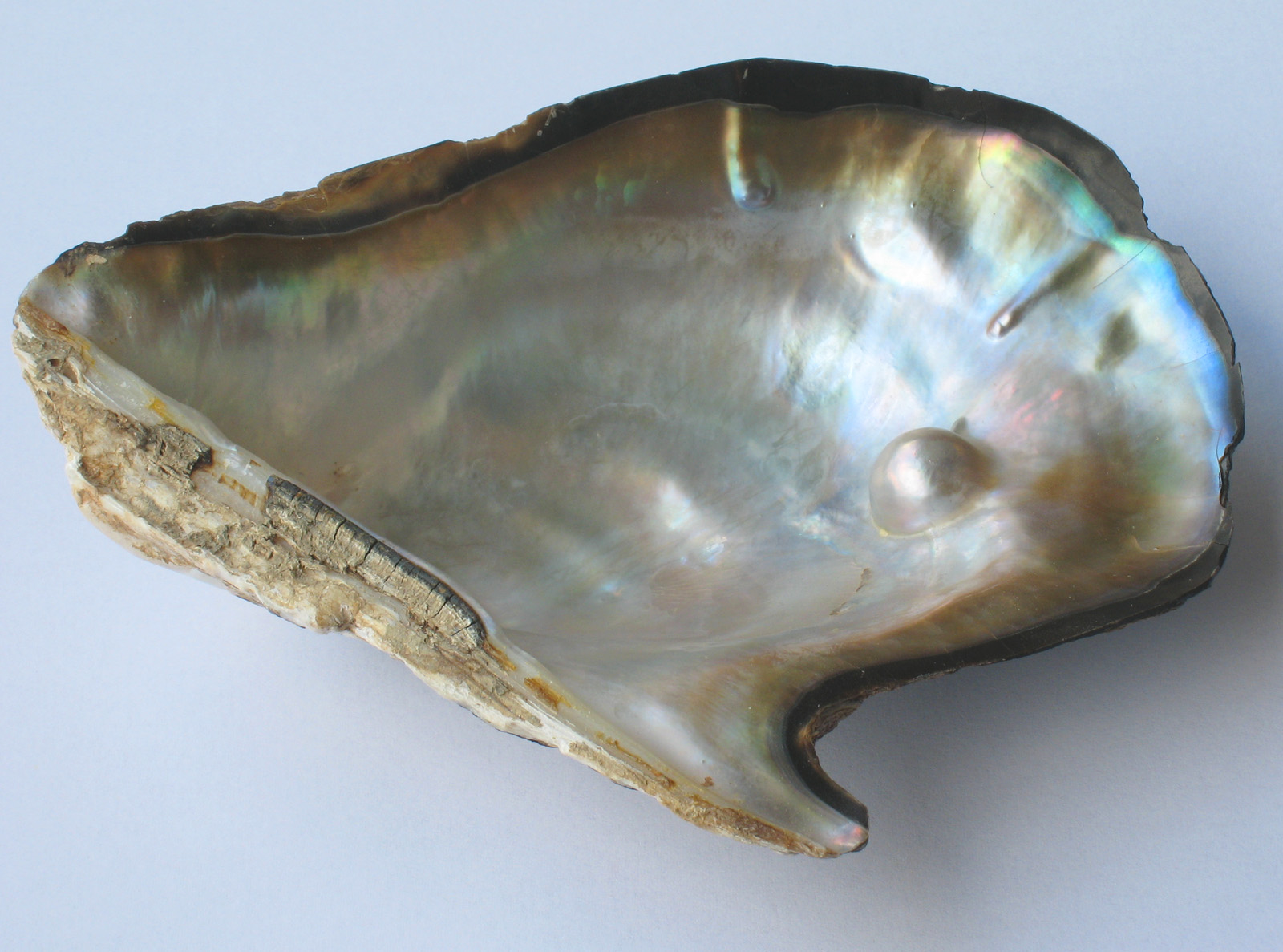
تولید صدف مروارید با تحریک حلزون